# Romain Valadier-Picard
Romain Valadier-Picard (ur. 20 lipca 2002) – francuski judoka.
Wicemistrz świata w 2025; siódmy w 2024; uczestnik zawodów w 2022. Startował w Pucharze Świata w 2022 i 2023. Brązowy medalista mistrzostw Europy w 2023. Trzeci na MŚ juniorów w 2021 i 2022. Mistrz kraju w 2024 roku.